# 10740 Fallersleben
10740 Fallersleben este un asteroid din centura principală de asteroizi.

## Descriere
10740 Fallersleben este un asteroid din centura principală de asteroizi. A fost descoperit pe 8 septembrie 1988 la Tautenburg de Freimut Börngen. Asteroidul prezintă o orbită caracterizată de o semiaxă mare de 2,67 ua, o excentricitate de 0,11 și o înclinație de 0,4° în raport cu ecliptica.